# Волен Сидеров
Волен Николов Сидеров (* 19 квітня 1956) — болгарський політик, лідер партії Атака. Виступає проти членства Болгарії в НАТО.

## Приватне життя
Волен Сидеров народився у 1956 році у місті Ямбол.
Сидеров закінчив технікум, де здобув професію фотографа. Щодо його служби у лавах болгарської армії немає ніяких відомостей. До 1989 року працював фотографом у Національному музеї літератури у місті Софія.
У 2002 році починає вивчати теологію в університеті міста Шумена, але зупиняє навчання після першого року. Відмовляєтся з'явитися на іспиті з відновлення його у студентських лавах 1 квітня 2007 р., але пізніше продовжує навчання. У 2009 року закінчує його за індивідуальним скороченим планом та отримує диплом Шуменського університету.
У 2000 році отримує нагороду Спілки болгарських журналістів. Є автором трьох книжок: «Бумеранг зла», «Влада Мамони», «Болгарофобія», «Моя боротьба за Болгарію». Вони присвячені світовій теорії змови та наголошують на «антиболгарській політиці окремих політичних кіл у Болгарії та за її кордонами». З книжок Сидерова випливає, що маленька група масонів контролює увесь світ за допомогою маріонеткових голів держав і міжнародних організацій. Підтримує анексію Росією Криму. 
11 листопада 2006 Волен Сидеров одружився з журналісткою на ім'я Капка Георгієва, вони зареєстрували громадянський шлюб та повінчались церковним шлюбом, Капка прийняла прізвище Сидерова.

## Судові процеси і звинувачення проти Сидерова

### Перша справа
Сидеров та «Громадяни проти ненависті»
На початку 2006 року Суспільна коаліція «Громадяни проти ненависті» подала судовий позов проти Волена Сідерова за підбурення до дискримінації та насадження ненависті. Точний зміст висловлювань, які на думку коаліції є злочином, були опубліковані у травні 2006. Позов ґрунтувався на «Законі проти дискримінації», Міжнародній конвенції з усунення всіх форм расової дискримінації, Міжнародному пакті про громадянські й політичні права та конституції Республіки Болгарія.

#### Підстава судового позову— дискримінаційні висловлювання В. Сидерова
Коаліція «Громадяни проти ненависті» навела приклад такого висловлювання В. Сидерова: «…Нехай болгари матимуть своє представництво у парламенті. Там не будуть тільки підараси, цигани, турки, іноземці, євреї та всілякі інші, а будуть самі лише болгари!»
Волен Сидеров використовував вирази такого роду, як «міжнародна єврейська верхівка», або такі, що розподіляють болгарських громадян на «болгар» і «неболгар». Відносно меншин він використовував вирази такого роду, як «підарасо-лесбійні зібрання» та «терористи з циганських гетто».

#### Рішення на суду першої інстанції
Склад Софійського районного суду (СРС) під головуванням судді Іво Дачева 21 липня 2006 року засудив Волена Сидерова за однією з вісьмох справ. Вирок — припинити підбурення до дискримінації та припинити робити подібні заяви і утриматись від таких і подібних дій. За вироком суду, своїми висловлюваннями він перейшов межу дозволеної свободи висловлювання та порушив право на свободу від дискримінації. Вимога публічного вибачення була відкинута.

### Побиття поліцейських
17 листопада 2015 року затриманий за побиття поліцейського під час нападу на приміщення Болгарської національної академії театру та кінематографу. Разом із соратниками увірвався до аудиторії, в якій проводилися навчальні заняття, і погрожував студентам.

## Виноски
1. ↑  86 организации дават Волен Сидеров на съд. Вестник "Сега". 30 листопада 2005. Архів оригіналу за 30 вересня 2007. Процитовано 30 березня 2007.
2. ↑  В Болгарії затримали лідера проросійської партії, можуть посадити на 3 роки. Архів оригіналу за 18 листопада 2015. Процитовано 17 листопада 2015.